# Hiperglucemia
Hiperglucemia o hiperglicemia significa cantidad excesiva de glucosa (denominada popularmente como «azúcar») en la sangre. Eso es el hallazgo básico en todos los tipos de diabetes mellitus, cuando esa enfermedad no está controlada o está en sus inicios y no diagnosticada.
La hiperglucemia es lo opuesto a la hipoglucemia.
Padecer hiperglucemia y la deficiencia o resistencia a la insulina tienen efectos sobre la evolución de los pacientes: disminuyen la resistencia a la infección, favoreciendo la sobre infección por bacterias gram-negativas y por hongos, favorecen la aparición de polineuropatías y de disfunción multiorgánica y, en definitiva, incrementan la tasa bruta de mortalidad de los pacientes.

## Etimología
Etimológicamente hyper- en griego significa "demasiado"; -glyc- en griego significa "dulce"; -emia significa "de la sangre".

## Niveles de glucosa en sangre
El nivel de glucosa (popularmente «azúcar») en sangre (técnicamente la glucemia o glicemia) puede ser medido con un glucómetro. La calificación del nivel del paciente depende del resultado de la medición, según esta tabla:
|                | En ayunas (habitualmente tras 8 horas de ayuno)                                           | Después de comer (de 10 minutos a 2 horas, variable, menos recomendado)                      |
| -------------- | ----------------------------------------------------------------------------------------- | -------------------------------------------------------------------------------------------- |
| Hipoglucemia   | menos de 50 mg / dL (menos de 50 mg / 100 mL o menos de 2,78 mmol/L)                      | menos de 50 mg / dL (menos de 50 mg / 100 mL o menos de 2,78 mmol/L) (circunstancia anómala) |
| Nivel bajo     | 50 a 70 mg / dL (de 50 a 70 mg / 100 mL o de 2,78 a 3,89 mmol/L)                          | 50 a 70 mg / dL (de 50 a 70 mg / 100 mL o de 2,78 a 3,89 mmol/L) (circunstancia anómala)     |
| Nivel adecuado | 70 a 100 mg / dL (de 70 a 100 mg / 100 mL o de 3,89 a 5,56 mmol/L)                        | hasta 140 mg / dL (hasta 140 mg / 100 mL o hasta 7,78 mmol/L) en su punto máximo             |
| Nivel alto     | 100 a 125 mg / dL (de 100 a 125 mg / 100 mL o de 5,56 a 6,94 mmol/L)                      | 140 a 180 mg / dL (de 140 a 180 mg / 100 mL o de 7,78 a 10 mmol/L) en su punto máximo        |
| Hiperglucemia  | más de 125 mg / dL -decilitro- (más de 125 mg / 100 mL -mililitros- o más de 6,94 mmol/L) | más de 180 mg / dL (más de 180 mg / 100 mL o más de 10 mmol/L) en su punto máximo            |

Mantener durante años los niveles altos de glucosa en sangre puede agravar seriamente las complicaciones a largo plazo de la diabetes.

## Diagnóstico
El diagnóstico de la diabetes tipo 1, y también tipo 2, se ve muy facilitado actualmente con los métodos bioquímicos de determinación de glucemia basal y hemoglobina glucosilada.
Además, la hemoglobina glucosilada (HbA1c) indica la glucosa o azúcar que se encuentra unida a la hemoglobina y como tal es una medida del grado de elevación media de la glucosa en sangre durante los tres meses anteriores a la obtención de la misma; es un parámetro de laboratorio (bioquímico) importantísimo e imprescindible para el control de la diabetes.
El fenómeno del alba es el estado hiperglucémico registrado por la mañana, no asociado a hipoglucemia como ocurre bajo el efecto Somogyi. En este caso la hiperglucemia es debida al incremento en los niveles de la hormona del crecimiento cuyos pulsos de secreción tienen lugar por la madrugada. En la mayoría de los pacientes diabéticos no se requieren mayores cambios en las dosis de insulina nocturna.

## Síntomas
Algunos posibles síntomas incluyen:
- Sabor u olor dulce en la boca.
- Sed excesiva (polidipsia).
- Micción excesiva (poliuria).
- Glucosa en la orina (glucosuria).
- Deshidratación.
- Visión borrosa.
- Debilidad.
- Cansancio.
- Pérdida de peso.
- Dolor de cabeza.
- Irritabilidad.
- Cambios de humor.
- Ansiedad.
- Cambios alimentarios.

## Causas
Algunas causas incluyen:
- Diabetes mellitus (causa habitual).
- Deficiencia de insulina.
- Resistencia a la insulina.
- Fibrosis quística.
- Síndrome de ovario poliquístico.
- Hipertiroidismo.
- Hipercortisolismo.
- Glucagonoma.
- Heridas.
- Infecciones.
- Gripe.
- Estrés físico y/o emocional.
- Comer en exceso.
- Medicamentos (corticosteroides, antipsicóticos, diuréticos tiazídicos, etc.).
- Estimulantes (nicotina, modafinilo, anfetaminas, etc.).

## Tratamiento de la hiperglucemia
El paciente podría haber notado alguno de los posibles síntomas de la hiperglucemia: sabor u olor dulce en la boca sin explicación aparente, sed excesiva y ganas de orinar excesivas (entre otros síntomas). Para conocer el nivel exacto de azúcar en sangre y compararlo con los niveles de azúcar normales, puede ser utilizado un aparato llamado glucómetro.
Normalmente, una hiperglucemia (o hiperglicemia) grave es debida a algún tipo de diabetes, y sería tratada principalmente mediante los medicamentos antidiabéticos (típicamente, insulina inyectada) o antidiabéticos orales correspondientes, los cuales reducen el nivel de azúcar en sangre. Los medicamentos antidiabéticos pueden reducir el nivel de azúcar de manera muy drástica, por lo cual tienen que ser administrados en su dosis adecuada, lo que evita producir al paciente el efecto contrario: una hipoglucemia.
Para reducir la hiperglucemia, está recomendado beber agua abundante. Además, está considerado que ciertas sustancias naturales pueden contribuir a reducir los niveles de glucosa en sangre. Eso incluye a la canela, normalmente tomada en infusión con agua. Y también incluye al vinagre, el cual, en una emergencia, sería consumido directamente disuelto en agua (no acompañado de otro alimento que pueda elevar el nivel de azúcar), y en cantidades moderadas (en algún experimento han sido utilizadas así desde unas cucharadas hasta medio litro). Ducharse con agua fresca o templada (no caliente) durante un cuarto de hora puede ser de utilidad adicional (acerca de ello, la terapia de frío contra el exceso de azúcar ha sido defendida en los últimos tiempos, si es que uno es capaz de no resfriarse ni de sufrir otros percances en el proceso). El ejercicio físico no es conveniente si el cuerpo reacciona a la hiperglucemia produciendo cetonas, pues en ese caso el trastorno podría empeorar. Por eso, antes de ponerse a realizar ejercicio físico con hiperglucemia, convendría realizar un análisis de cetonas en la orina.
Si el paciente queda inconsciente, ya no podrá tomar medicamentos orales; llamar a los servicios médicos de emergencia (hay una lista internacional de números de teléfonos de emergencia pulsando aquí).
Los profesionales que atiendan al paciente le inyectarían insulina por vía intravenosa o subcutánea. Adicionalmente, el paciente sería hidratado con fluidos (sodio, potasio) también por vía intravenosa. Las inyecciones permiten tratar con cierta facilidad a los pacientes ya inconscientes. Otros tratamientos son posibles, especialmente si hay algún otro problema implicado en la hiperglucemia.